# Hipódromo de Tokio
El Hipódromo de Tokio (en japonés: 東京競馬場) se encuentra en Fuchu, Tokio, Japón. Construido en 1933 para las carreras de caballos, es considerado el "hipódromo de los hipódromos" de las carreras de caballos en Japón. Tiene una capacidad de 223 000 personas. El Hipódromo de Tokio alberga numerosas carreras G1 (Grado 1) , incluyendo la Copa de Japón, Tokio Yushun (el Derby japonés) y el Yasuda Kinen, una parte del desafío asiático Mile.